# TSV Kropp
TSV Kropp is een sportvereniging uit Kropp in de Duitse deelstaat Sleeswijk-Holstein. De club werd opgericht in 1946. Voetbal is de voornaamste sport die beoefend wordt. De thuiswedstrijden van het eerste elftal worden gespeeld in het Stadion Kropp, dat plaats biedt aan 6.000 toeschouwers.
Naast voetbal is er onder meer ruimte voor badminton, handbal, atletiek en volleybal.

## Geschiedenis
Nadat de club jarenlang in de lagere reeksen actief was promoveerde de club in 2003 naar de Oberliga, toen nog de vierde klasse. Na één seizoen degradeerde de club weer en kon ook weer direct terug promoveren, maar kon ook nu het behoud niet verzekeren. In 2008 promoveerde de club opnieuw, maar door de invoering van de 3. Liga bleef de club wel op het vijfde niveau spelen. De club speelde nu in de nieuwe Schleswig-Holstein-Liga. Door een competitieherstructurering degradeerde de club in 2017 naar de Landesliga.

## Eindklasseringen vanaf 1974
| Seizoen | Competitie                                  | Niveau | Eindstand | DFB Pokal | Opmerking                                                                |
| ------- | ------------------------------------------- | ------ | --------- | --------- | ------------------------------------------------------------------------ |
| 1973/74 | Bezirksklasse Schleswig-Holstein Nord (Süd) | VI     | 1         | --        |                                                                          |
| 1974/75 | Bezirksliga Schleswig-Holstein Nord         | VI     | 5         | --        | invoering Oberliga Nord                                                  |
| 1975/76 | Bezirksliga Schleswig-Holstein Nord         | VI     | 10        | --        |                                                                          |
| 1976/77 | Bezirksliga Schleswig-Holstein Nord         | VI     | 6         | --        |                                                                          |
| 1977/78 | Bezirksliga Schleswig-Holstein Nord         | VI     | 5         | --        |                                                                          |
| 1978/79 | Bezirksliga Schleswig-Holstein Nord         | VI     | 2         | --        |                                                                          |
| 1979/80 | Bezirksliga Schleswig-Holstein Nord         | VI     | 2         | --        |                                                                          |
| 1980/81 | Bezirksliga Schleswig-Holstein Nord         | VI     | 1         | --        |                                                                          |
| 1981/82 | Landesliga Schleswig-Holstein Nord          | V      | 9         | --        |                                                                          |
| 1982/83 | Landesliga Schleswig-Holstein Nord          | V      | 12        | --        |                                                                          |
| 1983/84 | Landesliga Schleswig-Holstein Nord          | V      | 15        | --        |                                                                          |
| 1984/85 | Bezirksliga Schleswig-Holstein Nord         | VI     | 2         | --        |                                                                          |
| 1985/86 | Bezirksliga Schleswig-Holstein Nord         | VI     | 2         | --        |                                                                          |
| 1986/87 | Bezirksliga Schleswig-Holstein Nord         | VI     | 5         | --        |                                                                          |
| 1987/88 | Bezirksliga Schleswig-Holstein Nord         | VI     | 14        | --        |                                                                          |
| 1988/89 | Bezirksklasse Schleswig-Holstein Nord (Süd) | VII    | 4         | --        |                                                                          |
| 1989/90 | Bezirksklasse Schleswig-Holstein Nord (Süd) | VII    | 2         | --        |                                                                          |
| 1990/91 | Bezirksliga Schleswig-Holstein Nord         | VI     | 7         | --        |                                                                          |
| 1991/92 | Bezirksliga Schleswig-Holstein Nord         | VI     | 1         | --        |                                                                          |
| 1992/93 | Landesliga Schleswig-Holstein Nord          | V      | 11        | --        |                                                                          |
| 1993/94 | Landesliga Schleswig-Holstein Nord          | V      | 13        | --        |                                                                          |
| 1994/95 | Landesliga Schleswig-Holstein Nord          | VI     | 13        | --        | herinvoering Regionalliga                                                |
| 1995/96 | Landesliga Schleswig-Holstein Nord          | VI     | 7         | --        |                                                                          |
| 1996/97 | Landesliga Schleswig-Holstein Nord          | VI     | 9         | --        |                                                                          |
| 1997/98 | Landesliga Schleswig-Holstein Nord          | VI     | 4         | --        |                                                                          |
| 1998/99 | Landesliga Schleswig-Holstein Nord          | VI     | 3         | --        |                                                                          |
| 1999/00 | Bezirksoberliga Nord                        | VI     | 2         | --        |                                                                          |
| 2000/01 | Verbandsliga Schleswig-Holstein             | V      | 14        | --        |                                                                          |
| 2001/02 | Verbandsliga Schleswig-Holstein             | V      | 8         | --        |                                                                          |
| 2002/03 | Verbandsliga Schleswig-Holstein             | V      | 2         | --        |                                                                          |
| 2003/04 | Oberliga Hamburg/Schleswig-Holstein         | IV     | 13        | --        |                                                                          |
| 2004/05 | Verbandsliga Schleswig-Holstein             | V      | 2         | --        | Kampioen Itzehoer SV zag af van promotie                                 |
| 2005/06 | Oberliga Hamburg/Schleswig-Holstein         | IV     | 15        | --        | Finalist SHFV-Pokal > VfB Lübeck, 0-4                                    |
| 2006/07 | Verbandsliga Schleswig-Holstein             | V      | 1         | --        | TSV Kropp ziet af van promotie; Finalist SHFV-Pokal > Holstein Kiel, 2-9 |
| 2007/08 | Verbandsliga Schleswig-Holstein             | V      | 3         | --        |                                                                          |
| 2008/09 | Schleswig-Holstein Liga                     | V      | 13        | --        |                                                                          |
| 2009/10 | Schleswig-Holstein Liga                     | V      | 12        | --        |                                                                          |
| 2010/11 | Schleswig-Holstein Liga                     | V      | 8         | --        |                                                                          |
| 2011/12 | Schleswig-Holstein Liga                     | V      | 6         | --        |                                                                          |
| 2012/13 | Schleswig-Holstein Liga                     | V      | 4         | --        | Finalist SHFV-Pokal > VfR Neumünster, 0-1                                |
| 2013/14 | Schleswig-Holstein Liga                     | V      | 6         | --        |                                                                          |
| 2014/15 | Schleswig-Holstein Liga                     | V      | 6         | --        |                                                                          |
| 2015/16 | Schleswig-Holstein Liga                     | V      | 8         | --        |                                                                          |
| 2016/17 | Schleswig-Holstein Liga                     | V      | 14        | --        |                                                                          |
| 2017/18 | Landesliga Schleswig                        | VI     | 1         | --        |                                                                          |
| 2018/19 | Oberliga Schleswig-Holstein                 | V      | 12        | --        |                                                                          |
| 2019/20 | Oberliga Schleswig-Holstein                 | V      | 15        | --        | competitie afgebroken i.v.m. coronapandemie                              |
| 2020/21 | Landesliga Schleswig                        | VI     | --        | --        | geen eindstand opgemaakt i.v.m. coronapandemie                           |
| 2021/22 | Landesliga Schleswig                        | VI     | 10        | --        |                                                                          |
| 2022/23 | Landesliga Schleswig                        | VI     | 4         | --        |                                                                          |
| 2023/24 | Landesliga Schleswig                        | VI     | 6         | --        |                                                                          |
| 2024/25 | Landesliga Schleswig                        | VI     | 2         | --        | Promotie play-off > 1. FC Phönix Lübeck-II: 0-3 (T) / 2-1 (U)            |
| 2025/26 | Landesliga Schleswig                        | VI     | .         | --        |                                                                          |